# The New Hampshire Gazette
The New Hampshire Gazette est un journal bihebdomadaire américain, publié à Portsmouth dans l’État du New Hampshire. Ses rédacteurs affirment que le journal est le plus ancien des  États-Unis. C'est également un journal pro-union durant la guerre de Sécession (1860-1864)                     
Date de fondation : 1756